# Florula Atacamensis seu Enumeriatio
Florula Atacamensis seu Enumeriatio, abreviado Fl. Atacam., es un libro ilustrado con descripciones botánicas que fue editado por el sabio y naturalista alemán radicado en Chile, Rodolfo Amando Philippi. Se publicó en 1860.
El libro se encuentra disponible en la biblioteca en línea Biodiversity Heritage Library.